# Warum ist das Licht gegeben dem Mühseligen?

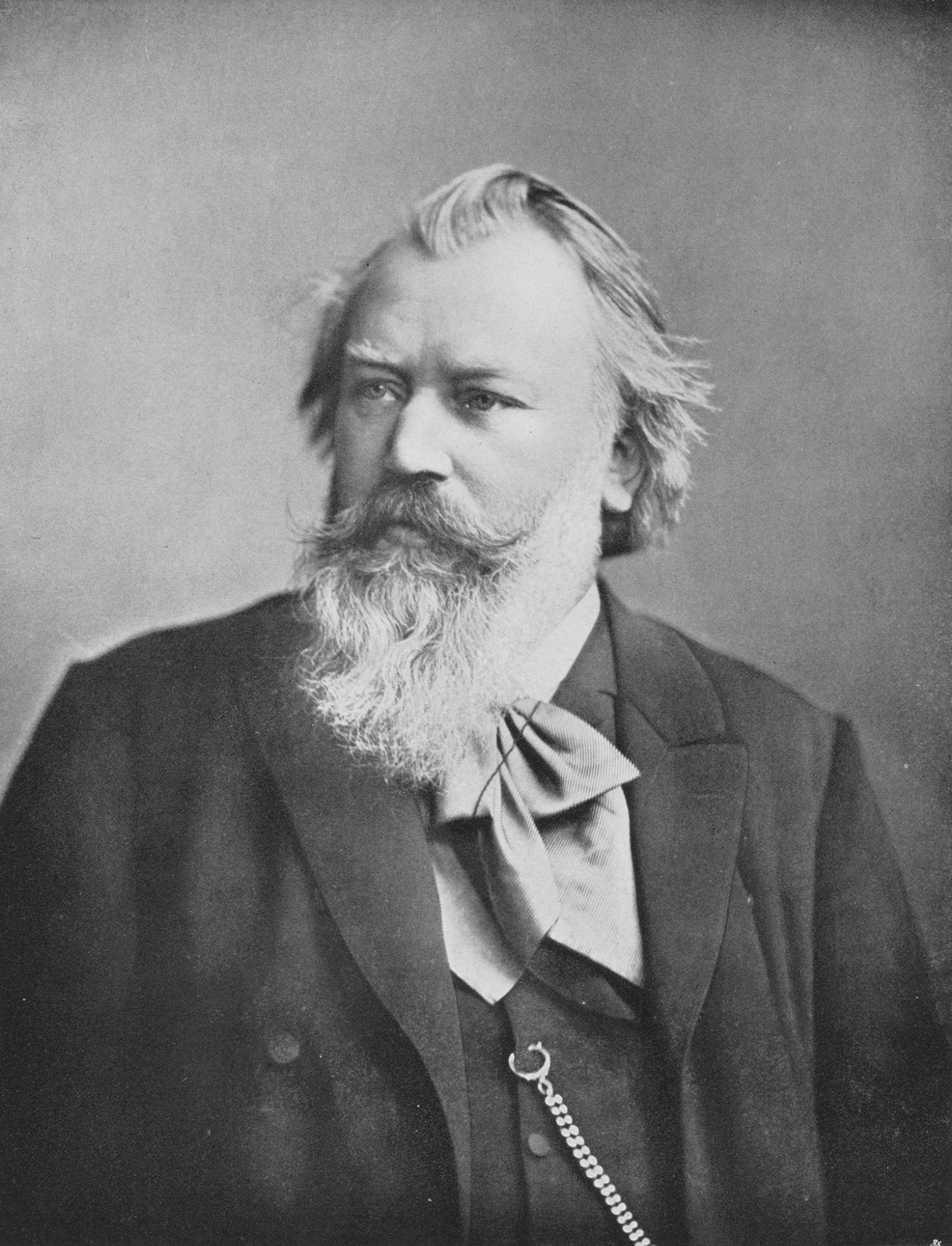
Johannes Brahms (1889)

Warum ist das Licht gegeben dem Mühseligen? (op. 74, Nr. 1) ist eine Motette für gemischten Chor a cappella von Johannes Brahms, die er im Juni 1878 komponierte und 1879 veröffentlichte. Er widmete sie dem Musikwissenschaftler Philipp Spitta und bezeichnete sie gegenüber Vinzenz Lachner als „kleine Abhandlung über das große ‚Warum‘“.
Wie im Deutschen Requiem kombinierte Brahms Texte aus dem Alten und Neuen Testament und ergänzte die Kompilation mit einem Lutherchoral. Mit dem Requiem vergleichbar gewährt die vierteilige Motette Einblicke in seine religiösen Vorstellungen, wirft Fragen der Theodizee auf und zeigt sein Gespür für die Auswahl biblischer Schriften. Neben dem Kirchenlied Martin Luthers verwendete er Klagelieder Hiobs und Jeremias sowie Seligpreisungen aus dem Brief des Jakobus.
Während sich die Rahmenteile an den Vokalwerken Johann Sebastian Bachs orientieren, greifen die Mittelsätze auf andere Vorbilder zurück. Für die ersten beiden Teile seiner Komposition verwendete Brahms Material seiner Missa canonica, die er bereits 1859 entworfen hatte.

## Text und Musik

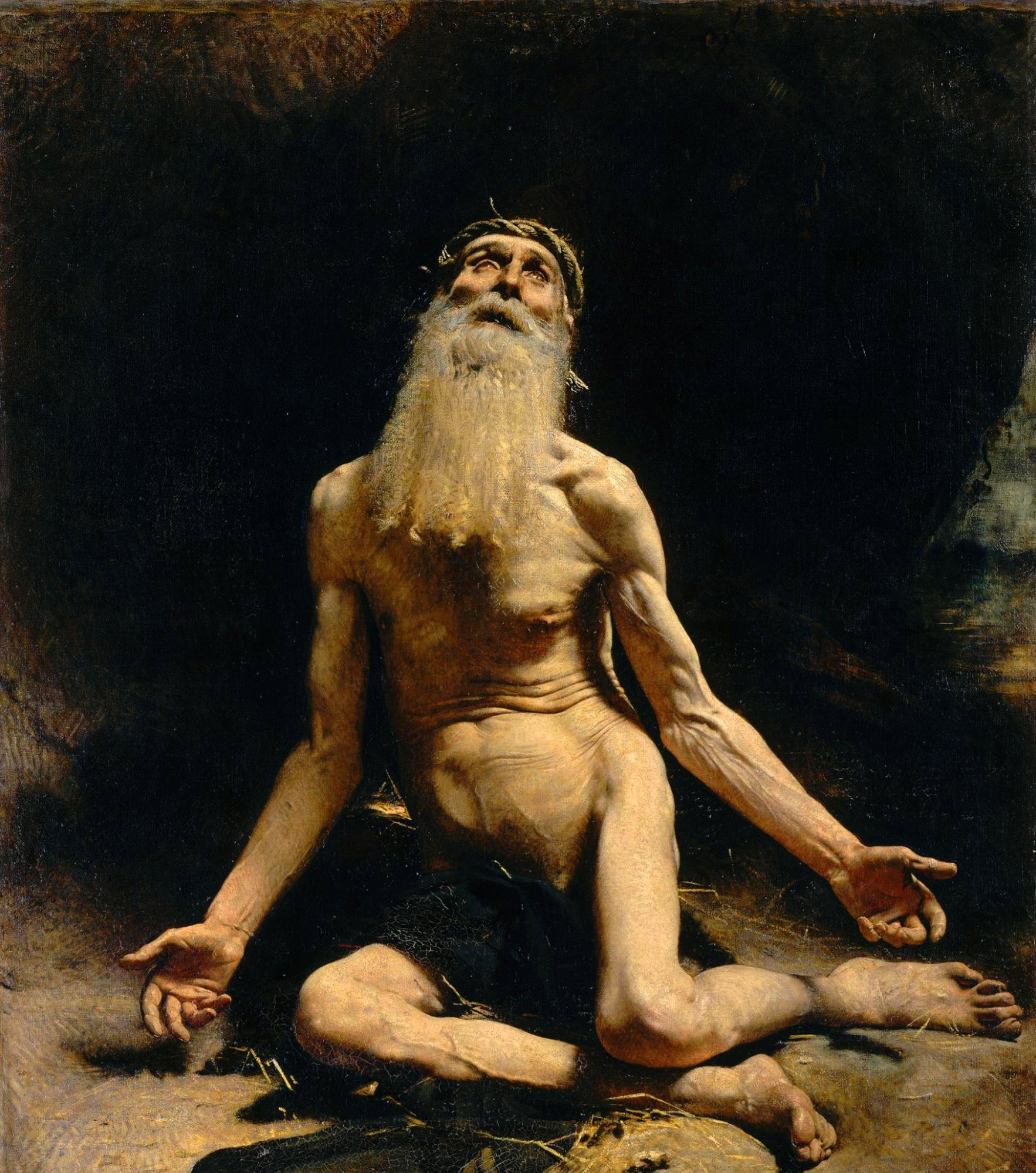
Hiob, Léon Bonnat (1880)

Der dunkle vierstimmige Anfangssatz (Langsam und ausdrucksvoll) in d-Moll umkreist die Frage menschlichen Leidens. Brahms, der mit der madrigalischen Deutung von Texten vertraut war, griff mit dem Buch Hiob auf einen zentralen Weisheitstext der Bibel zurück, aus dessen dritten Kapitel er eine längere Passage vertonte. Prosodisch folgte er den Worten und passte die Intervalle, Dissonanzen und rhythmischen Feinheiten dem Gehalt der religiösen Aussagen an.
Warum ist das Licht gegeben dem Mühseligen,

und das Leben den betrübten Herzen,

die des Todes warten und kommt nicht,

und grüben ihn wohl aus dem Verborgenen,

die sich fast freuen und sind fröhlich,

daß sie das Grab bekommen,

und dem Manne, deß Weg verborgen ist,

und Gott vor ihm denselben bedecket?
Hi 3,20–26 .
Der Satz beginnt und endet mit der Warum-Frage der Theodizee. Gleich zu Beginn wird das Warum aus dem Klagelied mit markanten Akkorden ausgerufen, ohne dass der Hörer zunächst erfährt, wonach gefragt wird. Während die erste Frage (forte) von D-Dur ins schwebende g-Moll führt, leitet die zweite, dynamisch zurückgenommen, von A-Dur nach d-Moll. Auf die zweite Silbe schließt sich der zentrale Satz unmittelbar an: „Warum ist das Licht gegeben dem Mühseligen, und das Leben den betrübten Herzen.“
Die Spannung der Fragen wird im Wort „Licht“ in Takt 5 nur scheinbar gelöst, da ihm eine verminderte Quinte unterliegt. Die Dissonanzen geben dem Gewebe eine Stimmung der Unsicherheit, die sich ab Takt 7 in dem metrisch variablen Kontrapunkt „und das Leben den betrübten Herzen“ fortsetzt und sich harmonisch von der Ausgangstonart d-Moll bis fis-Moll entwickelt.
Die übersichtliche Gliederung sowie die Polyphonie der Komposition erinnern an einen neobarocken Chorsatz. Die nach den zwei Fragen folgenden ersten 17 Takte bilden einen Kanon, in dessen Verlauf die einzelnen Stimmen Sopran, Alt, Tenor und Bass jeweils auf der Dominante der vorherigen einsetzen, woraus sich die Folge d – a – e – h – fis mit einer kontrapunktischen Konsequenz ergibt, die sich auch in den Vokalwerken Bachs nur selten findet.
Es folgen zwei weitere „Warum-Fragen“ (Takte 25, 27), die dritte Wiederholung reißt die Frage nicht mehr ungeduldig an, sondern wird gleichsam erstaunt über drei Taktschläge gehalten.
Nun lockert sich die Struktur, der Satz verliert seine polyphone Strenge und barockisierende Tendenz. Es folgt eine nahezu homophone, breit strömende und romantisch anmutende Musik.
Wird im ersten Teil nach dem Sinn des Leidens und Sterbens gefragt, der letztlich offenbleibt, deuten sich in den folgenden drei Abschnitten aus den Klageliedern Jeremias, dem Brief des Jakobus und Martin Luthers Choral Mit Fried und Freud ich fahr dahin zwar andere Perspektiven an; die Grundfragen werden indes nicht beantwortet.
Lasset uns unser Herz samt den Händen

aufheben zu Gott im Himmel.
Klgl 3,41 
Siehe, wir preisen selig, die erduldet haben.

Die Geduld Hiob habt ihr gehöret,

und das Ende des Herrn habt ihr gesehen;

denn der Herr ist barmherzig und ein Erbarmer.
Jak 5,11 
Mit Fried und Freud ich fahr dahin,

in Gottes Willen,

Getrost ist mir mein Herz und Sinn,

sanft und stille.

Wie Gott mir verheißen hat:

der Tod ist mir Schlaf worden.
In den Mittelsätzen (Wenig bewegter, Langsam und sanft) erhöhte Brahms die Stimmen auf sechs und gestaltete das Melos überwiegend diatonisch und die Faktur spannungsärmer. Er orientierte sich hier nicht am Kontrapunkt Bachs, sondern an altklassischer Vokalpolyphonie.
Luthers Choral hatte Bach in seiner Kantate Mit Fried und Freud ich fahr dahin, BWV 125 verwendet.
Wie der erste Teil ist der Schlusschoral an der für Bach typischen Vierstimmigkeit ausgerichtet und harmonisch durch den dorischen Modus geprägt.

## Hintergrund und Besonderheiten

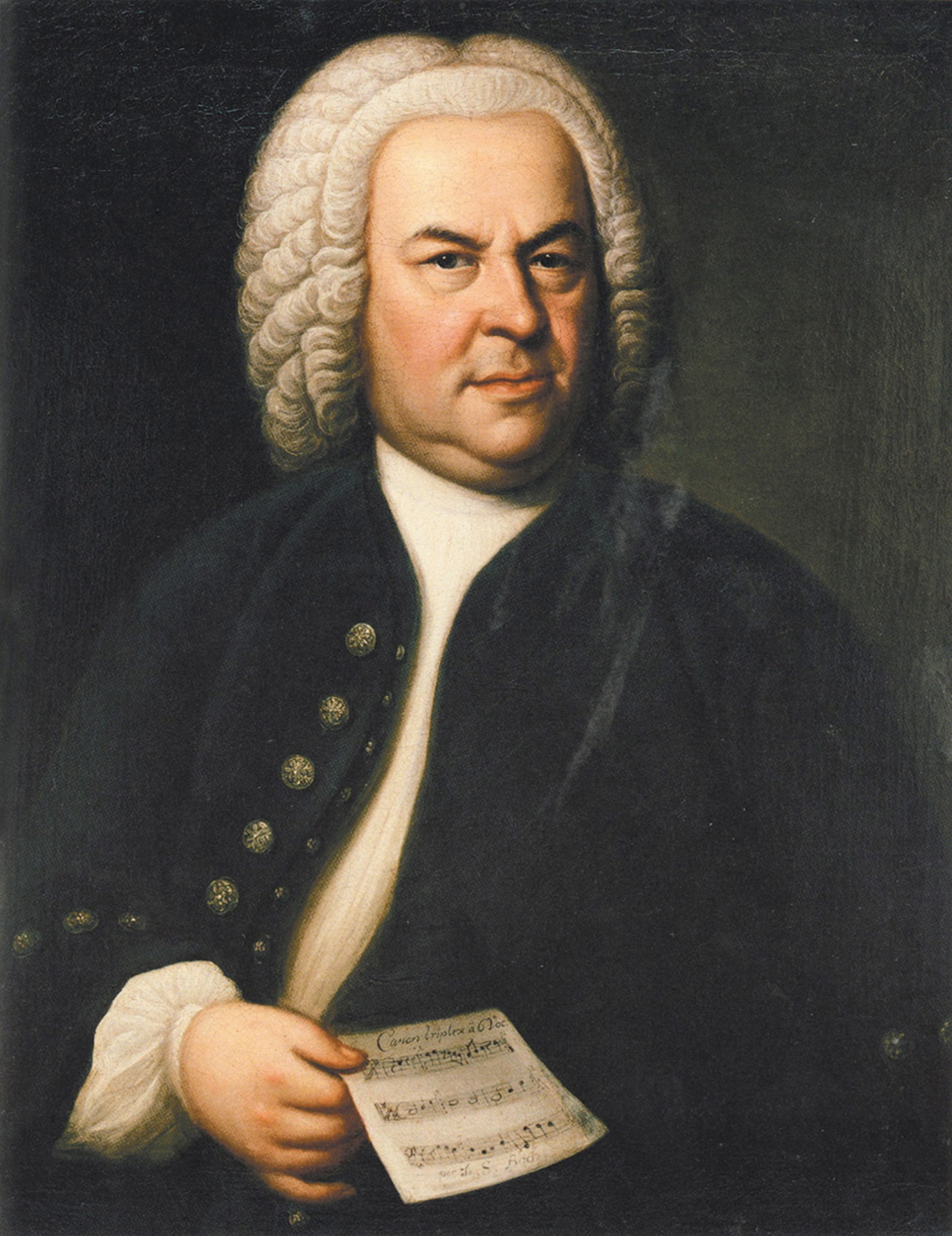
Johann Sebastian Bach
Ölgemälde von Elias Gottlob Haußmann (1748)

Auch im letzten Abschnitt stellt Brahms den Hörer vor die Grundfrage der Theodizee. Mag der Tod vom Elend der Welt erlösen, wird ein eschatologischer Ausweg mit den zeitgenössischen kompositorischen Mitteln letztlich nicht mehr zu formulieren sein. Christologische Bezüge fehlen in dem langsam und leise ausklingenden Choral ebenso wie versöhnende Hinweise auf Transzendenz.
Urs Fässler bezeichnet das Werk als „kleines deutsches Requiem“.
Für ihn lässt Brahms die Frage nach dem Sinn des Leidens und Sterbens in diesem Werk musikalisch offen, was für eine Motette auffällig sei. Zwar habe auch Bach diesen Bereich aufgegriffen, etwa in der Motette für acht Singstimmen Komm, Jesu, komm (BWV 229) oder in der frühen Kantate Gottes Zeit ist die allerbeste Zeit („Actus tragicus“) – „Herr lehre uns bedenken, dass wir sterben müssen“, ein Werk, das Brahms studiert hatte und in Wien aufführen konnte. Aus der barocken Glaubensgewissheit der Erlösung habe Bach die Fragen zwar eindringlich aufgeworfen, sei aber stets im Rhetorischen geblieben und nicht zum existentiellen Zweifel vorgedrungen. Für Brahms hingegen bleibe dem Menschen lediglich die Hoffnung auf ein „Mysterium“, das sich nicht rational erschließen, sondern nur demütig finden lasse, eine Haltung, die sich im zweiten Teil seiner Motette in den Worten des Neuen Testaments widerspiegele: „Lasset uns unser Herz samt den Händen aufheben zu Gott im Himmel“ oder „Siehe, wir preisen selig, die erduldet haben“. Auch mit diesen Worten ist die Motette innerlich mit der zentralen Aussage des Trostes aus dem Deutschen Requiem verbunden: „Ich will euch trösten, wie einen seine Mutter tröstet.“ (Jes 66,13 )
Philipp Spitta zögerte zunächst, die Widmung zu akzeptieren. Vermutlich verband er die Überlieferung des finalen Choralsatzes mit der Erneuerung der protestantischen Liturgie, eine Haltung, die ihn von Brahms unterschied. Da der Komponist auch dem Bach-Enthusiasmus des Musikwissenschaftlers nicht folgen wollte, überdachte er seine Widmung später.
Schon zu Lebzeiten wurde der religiöse Hintergrund des Komponisten thematisiert. So bewertete Heinrich von Herzogenberg sein Œuvre als Zeugnis eines „kern-protestantischen und tiefreligiösen Mannes“. Während der Vorbereitungen zur Uraufführung des Deutschen Requiems bemerkte Carl Martin Reinthaler in einem Briefwechsel mit Brahms, dass in der Textzusammenstellung der Hinweis auf Christus fehle. Brahms ging nicht näher darauf ein und antwortete lediglich, er habe auf diese Verweise „mit allem Wissen und Willen“ verzichtet. Da die geistlichen Werke des Komponisten auf eine liturgische Bindung verzichten und nicht im kirchlichen Auftrag komponiert wurden, sind sie als autonome Kunst zu sehen, die im 19. Jahrhundert im Zuge der Säkularisierung zunehmend an Bedeutung gewann. Brahms war durch Robert Schumanns überschwänglichen Artikel Neue Bahnen, der am 25. Oktober 1853 in der Neuen Zeitschrift für Musik veröffentlicht worden war, bereits sehr früh mit einer gleichsam kunstreligiösen Erwartungshaltung konfrontiert und in die Rolle des musikalischen Messias gedrängt worden. Er selbst widersetzte sich der religiösen Erhöhung der Kunst und verwendete in diesem Zusammenhang etwa gegenüber Clara Schumann den Begriff „Menschenwerk“. Im Spannungsfeld zwischen Liberalismus und politischem Katholizismus, in Wien etwa durch den Antisemiten Albert Wiesinger vertreten, wurde er dem liberalen Lager zugerechnet.
Brahms selbst räumte ein, den inneren „Theologen … nicht los werden“ zu können, charakterisierte seine Textauswahl auf der anderen Seite indes als ketzerisch.